# Chersodoma
 Chersodoma  Rudolph Amandus Philippi, 1891 è un genere di piante angiosperme dicotiledoni della famiglia delle Asteraceae (sottofamiglia Asteroideae). Il genere Chersodoma è anche l'unico componente della sottotribù (definita provvisoriamente) Chersodominae Pelser et al., 2007.

## Etimologia
Il nome scientifico del genere è stato definito dal botanico Rudolph Amandus Philippi (1808-1904) nella pubblicazione " Anales del Museo Nacional. Santiago de Chile" (  Anales Mus. Nac., Santiago de Chile 2(8): 33 ) del 1891.

## Descrizione
Habitus. Le specie di questo genere hanno un habitus di tipo erbaceo perenne, oppure arbustivo. Sono presenti specie dioiche. Le superfici delle piante possono essere sia glabre che pubescenti per peli semplici.
Radici. Le radici sono secondarie da rizoma (le radici talvolta sono stolonifere).
Fusto. La parte aerea in genere è eretta, semplice o ramosa.
Foglie. Le foglie sono disposte in modo alternato e sono picciolate o aubsessili. Il contorno della lamina è intero (le forme variano da deltoidi a ellittiche, lanceolate, oblunghe, orbicolari, ovali o spatolate) con margini dentati o crenati (a volte sono revoluti).  La superficie di sotto è tomentosa.
Infiorescenza. Le sinflorescenze sono composte da pochi capolini raccolti in lassi panicoli. Le infiorescenze vere e proprie sono formate da un capolino terminale peduncolato di tipo discoide. Alla base dell'involucro (la struttura principale del capolino) può essere presente (ma non sempre) un calice formato da alcune brattee fogliacee. I capolini sono formati da un involucro, con forme da cilindriche a campanulate, composto da diverse (quattro gamme: 5, 8 -10, 13 -14 e 18) brattee, al cui interno un ricettacolo fa da base ai fiori. Le brattee sono disposte in modo più o meno embricato di solito su una sola serie e possono essere connate alla base. Il ricettacolo, a volte alveolato, è nudo (senza pagliette a protezione della base dei fiori); la forma è convessa, piatta o conica.
Fiori.  I fiori (tre gamme del numero dei fiori per capolino: 10 - 20, 35 - 45 e 50 - 200) sono tetra-ciclici (formati cioè da 4 verticilli: calice – corolla – androceo – gineceo) e pentameri (calice e corolla formati da 5 elementi). Sono inoltre ermafroditi, tubulosi e actinomorfi oppure sono femminili con la parte maschile abortita (antere mancanti) e maschili con la parte femminile abortita (ovario sterile). I fiori sono inoltre omogami.
- Formula fiorale:

*/x K {\displaystyle \infty }, [C (5), A (5)], G 2 (infero), achenio
- Calice: i sepali del calice sono ridotti ad una coroncina di squame.
- Corolla: nella parte inferiore i petali della corolla sono saldati insieme e formano un tubo. In particolare le corolle dei fiori del disco centrale (tubulosi) terminano con delle fauci dilatate a raggiera con cinque brevi lobi più o meno patenti. Il colore delle corolle è giallo, bianco, rosa, purpureo o arancio.
- Androceo: gli stami sono 5 con dei filamenti liberi. La parte basale del collare dei filamenti cilindrica uniforme. Le antere invece sono saldate fra di loro e formano un manicotto che circonda lo stilo. Le antere sono senza coda ("ecaudate"). La struttura delle antere è di tipo tetrasporangiato, raramente sono bisporangiate. Il tessuto endoteciale è polarizzato. Il polline è tricolporato (tipo "helianthoid").[11]
- Gineceo: lo stilo è biforcato con due stigmi nella parte apicale. La forma degli stigmi varia da subtroncata a rotonda; possono essere ricoperti dorsalmente da minute papille (non sono presenti dei peli apicali). Le superfici stigmatiche sono separate (almeno nella metà basale).  L'ovario è infero uniloculare formato da 2 carpelli.

Frutti. I frutti sono degli acheni con pappo. La forma degli acheni è oblunga; la superficie è percorsa da diverse coste longitudinali e può essere glabra o talvolta pubescente. Non sempre il carpoforo è distinguibile. Il pappo è formato da 130 - 185 setole snelle, bianche o fulve; inoltre sono persistenti. Dimensione degli acheni: 1,5 a 5 mm. Lunghezza del pappo: da 4,5 a 12 mm.

## Biologia
Impollinazione: l'impollinazione avviene tramite insetti (impollinazione entomogama tramite farfalle diurne e notturne).

Riproduzione: la fecondazione avviene fondamentalmente tramite l'impollinazione dei fiori (vedi sopra).

Dispersione: i semi (gli acheni) cadendo a terra sono successivamente dispersi soprattutto da insetti tipo formiche (disseminazione mirmecoria). In questo tipo di piante avviene anche un altro tipo di dispersione: zoocoria. Infatti gli uncini delle brattee dell'involucro (se presenti) si agganciano ai peli degli animali di passaggio disperdendo così anche su lunghe distanze i semi della pianta. Inoltre per merito del pappo il vento può trasportare i semi anche a distanza di alcuni chilometri (disseminazione anemocora).

## Distribuzione e habitat
Le specie di questo genere sono distribuite in Sud America (lato occidentale).

## Tassonomia
La famiglia di appartenenza di questa voce (Asteraceae o Compositae, nomen conservandum) probabilmente originaria del Sud America, è la più numerosa del mondo vegetale, comprende oltre 23.000 specie distribuite su 1.535 generi, oppure 22.750 specie e 1.530 generi secondo altre fonti (una delle checklist più aggiornata elenca fino a 1.679 generi). La famiglia attualmente (2021) è divisa in 16 sottofamiglie; la sottofamiglia Asteroideae è una di queste e rappresenta l'evoluzione più recente di tutta la famiglia.

### Filogenesi
Il genere di questa voce, tradizionalmente, appartiene alla sottotribù Tussilagininae della tribù Senecioneae (una delle 21 tribù della sottofamiglia Asteroideae). La sottotribù descritta in tempi moderni da Bremer (1994), dopo le analisi di tipo filogenetico sul DNA del plastidio (Pelser et al., 2007) è risultata parafiletica con le sottotribù Othonninae e Brachyglottidinae annidiate al suo interno.
Chersodoma, nell'ambito delle Senecioneae, ha una posizione ambigua: alcuni Autori lo descrivono all'interno della sottotribù Tussilagininae o lo definiscono in posizione politoma tra le sottotribù Tussilagininae, Brachyglottidinae e il gruppo fratello Othonninae - Senecioninae. Altri Autori propongono di segregazionarlo in una specifica sottotribù: Chersodominae ; anche in considerazione che da alcune analisi risulta formare un possibile "gruppo fratello" con le Tussilagininae.
Un'analisi di tipo cladistico sui dati morfologici delle varie specie supporta la monofilia del genere e il riconoscimento di due sottogeneri (tradizionalmente già individuati):
- subgen Chersodoma contenente tre specie (C. argentina, C. candida, C. jodopappa) con la maggiore diversità nel semiarido altopiano dell'Argentina nordoccidentale e dell'adiacente Bolivia e Cile (Puna de Atacama);
- subgen Diclinanthus B. Nord., contenente sei specie (C. antennaria, C. arequipensis, C. deltoidea, C. juanisernii, C. glabriuscula e C. ovopedata) con la massima diversità in Perù.

I caratteri distintivi del genere  Chersodoma sono:
- il portamento delle specie di questo genere è erbaceo perenne o arbustivo;
- alcune specie sono dioiche;
- le foglie in prevalenza sono tomentose;
- le lamine fogliari sono grandi (più di 5 cm);
- i capolini sono del tipo discoide;
- i fiori sono colorati di giallo.

Il numero cromosomico delle specie di questo genere è: 2n = 20 .

### Elenco delle specie
Questo genere ha 11 specie:
- Chersodoma antennaria (Wedd.) Cabrera
- Chersodoma arequipensis  (Cuatrec.) Cuatrec.
- Chersodoma argentina  Cabrera
- Chersodoma candida  Phil.
- Chersodoma deltoidea  Sagást. & M.O.Dillon
- Chersodoma filifolia  M.Zárate
- Chersodoma glabriuscula  (Cabrera) M.O.Dillon & Sagást.
- Chersodoma helianthemoides  (Wedd.) J.Calvo & M.Zárate
- Chersodoma jodopappa  (Sch.Bip.) Cabrera
- Chersodoma juanisernii  (Cuatrec.) Cuatrec.
- Chersodoma ovopedata  (Cuatrec.) Cuatrec.